# 纳加尔德奥莱
纳加尔德奥莱（Nagardeole），是印度马哈拉施特拉邦Ahmadnagar县的一个城镇。总人口13715（2001年）。

## 人口
该地2001年总人口13715人，其中男性7147人，女性6568人；0—6岁人口1739人，其中男928人，女811人；识字率78.80%，其中男性为83.11%，女性为74.12%。